# Söder-Rödkobb
Söder-Rödkobb är en liten ö i Stockholms södra ytterskärgård och i Värmdö kommun. På den i stort sett vegetationslösa skäret har ett sjömärke stått sedan 1934. Söder-Rödkobb ligger 2,2 nautiska mil söder om Långviksskär och i den planerade Nämdöskärgårdens nationalpark. 
Sjömärket är utformat som stångmärke men benämns båk och liknar det som samtidigt uppfördes på Svenska Stenarna. Det består av en hjärtspira stagad med fyra stöttor och med brädklädsel på ena sidan. Övre delen och toppmärket är svart, nedre delen vit. Märket är tolv meter högt.
Söder-Rödkobb är registrerat i bebyggelseregistret med nummer B2025:25274.